# Forelius fiebrigi
Forelius fiebrigi är en myrart som beskrevs av Auguste-Henri Forel 1912. Forelius fiebrigi ingår i släktet Forelius och familjen myror. Inga underarter finns listade i Catalogue of Life.